# Taiho Koki

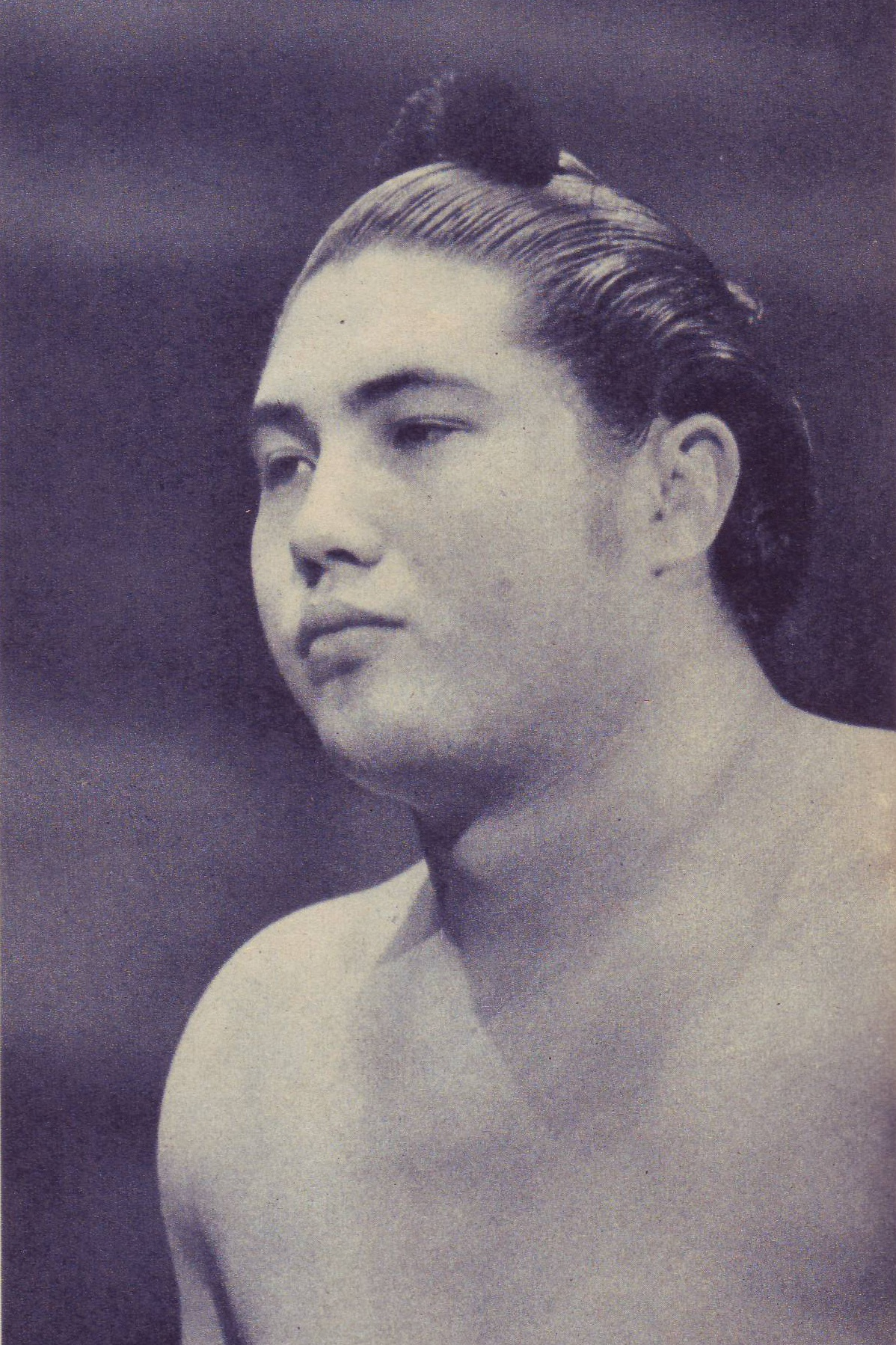
Taiho Koki in 1961

Taihō Kōki (大鵬幸喜, geboren als Kōki Naya; Hokkaido, 29 mei 1940 – Tokio, 19 januari 2013) was een Japans sumoworstelaar. Hij was de 48e Yokozuna en wordt gezien als de grootste naoorlogse sumoworstelaar. Hij werd een Yokozuna in 1961 op 21-jarige leeftijd. Daarmee was hij destijds de jongste Yokozuna ooit. Hij won tussen 1960 en 1971 32 toernooien.